# Jean-François Colosimo
Pour les articles homonymes, voir Colosimo.
 (juin 2023).
Jean-François Colosimo est un éditeur et essayiste français né le 19 novembre 1960 à Avignon.
Il est l’auteur de plusieurs ouvrages et films sur les mutations contemporaines du fait religieux.
De 2006 à 2010, il dirige les éditions du CNRS. Il est ensuite président du Centre national du Livre, et président du conseil d'administration de l’Institut de théologie orthodoxe Saint-Serge, tout en étant associé à diverses missions d’État. Il est depuis 2013 directeur général des éditions du Cerf, maison d'édition catholique.

## Biographie

### Origines et formation
Jean-François Colosimo est le fils d'un boucher écorcheur italien, émigré de Calabre. 
Il fait ses classes dans un établissement privé catholique jésuite. Il envisage une première vocation religieuse jusqu'à ses 14 ans.
Entre 1978 et 1988, il suit des études de philosophie (maîtrise), de théologie (Master of Divinity), et d'histoire des religions (DEA)[réf. nécessaire]), d'abord à l'université Paris-Sorbonne, puis à l’École pratique des hautes études (EPHE), à l’université Aristote de Thessalonique et au séminaire orthodoxe Saint-Vladimir, aux États-Unis.
Il séjourne concomitamment dans la Communauté monastique du mont Athos et au monastère Sainte-Catherine du Sinaï, se sentant alors appelé à devenir moine orthodoxe.

### Carrière universitaire
De 1990 à 2008, il enseigne la patrologie ainsi que la théologie et la philosophie byzantine à l’Institut de théologie orthodoxe Saint-Serge, un établissement orthodoxe hors contrat. De 2008 à 2018, il y dirige un séminaire de recherche sur l’orthodoxie moderne et contemporaine. 
Il est élu président du conseil d'administration de l’Institut Saint-Serge le 23 juin 2015 dans un contexte de crise,. Le 27 janvier 2019, il démissionne de ce poste, déclarant en avril 2022, après l'invasion de l'Ukraine par la Russie, que le ralliement progressif du corps professoral au patriarcat de Moscou l'a poussé à démissionner trois ans plus tôt.
Il siège au conseil scientifique du Comité d’histoire préfectorale de 2012 à 2014.

### Carrière éditoriale
Après avoir été conseiller littéraire chez Stock (1988-1991) et directeur littéraire chez Jean-Claude Lattès (1992-2002), directeur éditorial aux éditions Odile Jacob (2002), puis aux éditions de la Table ronde (2003-2006), il est nommé le 21 novembre 2006 directeur général de CNRS Éditions, position qu’il occupe jusqu’en 2010.

#### Présidence du CNL
Le 12 mai 2010, le président de la République Nicolas Sarkozy le nomme à la tête du Centre national du livre. Premier acteur de la branche à occuper ce poste, il en devient également le premier président exécutif pour raison d’harmonisation des gouvernances publiques, avec pour mission de redynamiser cet opérateur historique.
Il est également membre des conseils d’administration du Bureau international de l'édition française et de l’Association pour le développement de la librairie de création.

La réorganisation du système des commissions, adoptée par le conseil d’administration du CNL le 12 mars 2012, entraîne la contestation de milieux militants au sein du monde de la poésie que les assurances réitérées du CNL sur la sanctuarisation des budgets n’endiguent pas et qui dénoncent chez son président l’« obsession de la visibilité, du global, du chiffre comptable ». Arguant de l’alternance, la nouvelle ministre de la Culture, Aurélie Filippetti s’appuie sur ce mouvement pour annuler la réforme et élaborer une réduction statutaire de l’autonomie du CNL impliquant une importante ponction de son fonds de roulement en faveur des associations de librairie. En désaccord avec ce projet, et alors que cette situation conflictuelle est du ressort du politique, Jean-François Colosimo demande, le 25 juin 2013, au président François Hollande d’être relevé de son mandat notant que « l’ampleur des défis actuels appelle un renouvellement de la stratégie culturelle. » Parmi les observateurs de l’industrie du livre, son départ satisfait certains et est regretté par d’autres.

#### Direction du Cerf
Ce même 25 juin 2013, Jean-François Colosimo est nommé par la Province dominicaine de France de l'ordre des Prêcheurs à la tête des éditions du Cerf
, qui sont alors confrontées à des problèmes financiers. Il est aussi membre du conseil d’administration du réseau de librairies La Procure ainsi que du conseil de surveillance du magazine Télérama,.
Le redressement qu’il engage pour Le Cerf  est drastique jusque dans son volet social (60 % du personnel licencié). Il s’accompagne d’une ouverture de la production aux essais et documents de sciences humaines ainsi que d’actualité. Il se traduit par un apurement de la dette et un retour à l’équilibre financier lors de chaque exercice depuis 2014 tandis que Le Cerf procède au rachat de diverses maisons similaires, dont Bellefontaine, Migne, Le Sel de la Terre, Beauchesne.
Le Cerf était originellement spécialisé dans la publication d'ouvrages religieux, mais sous l'influence de Jean-François Colosimo il publie de plus en plus de pamphlétaires d'extrême-droite, entretenant des relations privilégiées avec le journal Valeurs Actuelles,.

#### Polémique éditoriale
En 2015, le magazine Le Point publie les portraits croisés de Pierre Rosanvallon et de Jean-François Colosimo comme éditeurs de la vie intellectuelle en créditant ce dernier de publier les « enfants de Finkielkraut » tels que Eugénie Bastié, Mathieu Bock-Côté, Alexandre Devecchio, Laetitia Strauch-Bonart. En 2018 et 2019, des journalistes du groupe Le Monde blâment au contraire cette ligne. Pour Ariane Chemin, Le Cerf serait devenu propice aux contestataires du pape François, Jacques de Guillebon, numéro deux de Marion Maréchal y aurait un bureau, la publication du Dictionnaire du conservatisme du monarchiste Frédéric Rouvillois est pointé du doigt. Pour Olivier Faye il servirait de « rampe de lancement aux jeunes auteurs de droite », pour Camille Vigogne-Le Coat, de foyer éditorial aux « jeunes conservateurs », et pour Florent Georgesco à la « floraison du populisme » réactionnaire. En 2016, une pétition de dominicains emmenés par Henri Burin des Roziers dénonce la « droite perverse » qu'il chercherait, à les en croire, à imposer.
Cependant, Le Cerf publie au même moment une collection consacrée aux républicains de gauche (« Le poing sur la table »), des personnalités de gauche (Chantal Mouffe, Didier Leschi, Jean-Yves Le Drian), des militants de gauche (Clémentine Autain, Alexis Corbière, Bastien Lachaud), de jeunes penseurs d’extrême-gauche (Le Vent se Lève, Antoine Cargoet) ou encore le manifeste d’Arnaud Montebourg pour la présidentielle de 2022. Par ailleurs, Le Cerf est l’éditeur principal du pape François en langue française ainsi que de ses soutiens qui combattent le catholicisme identitaire (Andrea Riccardi, Ghislain Lafont, Erwan Le Morhedec, Yves Chiron, etc.). Jean-François Colosimo, qui s’est régulièrement prononcé contre les captations idéologiques du christianisme,, défend pour sa part publiquement le pontificat de François, particulièrement sur la question des migrants. Enfin, sous sa direction, la production du Cerf relève majoritairement du domaine des études religieuses avec, par exemple, la publication du Coran des historiens.

## Engagements publics
Disciple du maurrassien Pierre Boutang, il fut un « compagnon de pensée » de l'Action française, et un ami de Gabriel Matzneff.
Au printemps 2001, il se joint, en tant que théologien, au comité des cinquante personnalités qui appelle Jean-Pierre Chevènement à se présenter à la présidentielle de 2002. À la suite des attentats du 11 septembre 2001, il est sollicité par Jérôme Monod, conseiller spécial du président Jacques Chirac, pour contribuer à la théorisation du « dialogue des cultures » en opposition au « choc des civilisations ». Il devient à ce titre correspondant scientifique de la Fondation pour l’innovation politique et membre du conseil éditorial de la revue 2050 de 2004 à 2006. Membre du comité fondateur de l’Institut européen en sciences des religions créé par le ministère de l’Éducation nationale de 2002 à 2007, de la Commission sur la laïcité présidée par Jean-Pierre Machelon pour le ministère de l’Intérieur en 2005-2006, de la mission sur les minorités au Proche-Orient dirigée par Régis Debray pour l’Élysée en 2006, responsable du secteur « religions » de l’Atelier culturel Europe-Méditerranée-Golfe organisé par le Quai d’Orsay de 2006 à 2008, il cesse ce type d’activités sur le constat de l’effacement du rôle des intellectuels dans la vie politique française.
Se concentrant sur les relations internationales, Jean-François Colosimo est membre de 2014 à 2018 du Club des Vingt, cercle de réflexion critique sur la diplomatie de la France qui réunit d’anciens ministres et hauts fonctionnaires des Affaires étrangères ainsi que des experts en géopolitique. Depuis 2014, il est membre du Comité d’orientation de l’Observatoire Pharos qui œuvre à la défense du pluralisme culturel et religieux dans le monde sous la présidence de Mireille Delmas-Marty puis de Hélène Carrère d’Encausse.
En 2022, il est nommé à la Commission d'enquête indépendante sur la pédophilie au sein de la métropole orthodoxe de France (CIPMOF), qui rend son rapport deux ans plus tard.

## Activités médiatiques
Jean-François Colosimo a été rédacteur en chef de La Pensée orthodoxe (1990-1992)[source insuffisante] et des Cahiers de la Table ronde (2004-2005), chroniqueur au Monde des religions (2005-2009)[réf. souhaitée], consultant du Magazine littéraire (2008-2010).
Il publie régulièrement dans les titres du groupe Le Figaro depuis l’an 2000. Il a été chroniqueur au Grand Débat sur Radio Notre-Dame (2006-2010), au Premier pouvoir (2004-2006) et Jeux d’épreuves (2006-2010) sur France Culture ainsi qu’à Postface sur I-Télé (2003-2006)[source insuffisante]. Il a aussi collaboré à la revue Royaliste. Il participe à des rencontres au Grand Orient de France avec la Grande Loge Nationale Française.

## Pensée
Élève de Pierre Boutang en philosophie et de Jean Meyendorff en théologie, proche de Georges Steiner et de Régis Debray en anthropologie ainsi que d’Olivier Clément et d’Adin Steinsaltz en spiritualité, Jean-François Colosimo se convertit au christianisme orthodoxe en 1980,,,. Il est notamment attaché au patriarcat œcuménique de Constantinople et à Sa Sainteté Bartholomée Ier, le primat de l’Église orthodoxe, dont il est l’éditeur et le traducteur en langue française.
Il a par ailleurs développé une pensée du fait religieux fondée sur le lien génétique entre culte et culture et aboutissant à une topologie historico-critique des « métamorphoses contemporaines de l'idée de Dieu en politique, ». Au cours de ses travaux à ce sujet, dont le cycle n’est pas achevé, il a appliqué cette grille d’interprétation aux lieux éminents que représentent, selon lui, la théodémocratie américaine, l’apocalypticisme russe, le paradoxe persan, la pseudomorphose turque, la laïcité française. Il a théorisé cet ensemble en examinant les transformations des notions de religion, guerre et civilisation ainsi que leur impact sur la Méditerranée, les Balkans, le Caucase, le Levant, l’Est européen. Considérant que le « retour du religieux » est une illusion car la religio, au sens romain du terme, est constitutive des communautés humaines, il analyse l’actuelle mutation de l’ordre mondial comme la poursuite de l’absolutisation de l’horizon social entamée à l’ère moderne : après l’effondrement des utopies, les autocraties issues des totalitarismes idéologiques et de leurs religions séculières recourent aux religions traditionnelles afin de réarmer sur un mode revivaliste leurs survivalismes impériaux. À l’instar du djihadisme et des autres formes de guerres saintes, ils sacralisent la violence et déshumanisent le conflit. D’où leur aversion primordiale à l’égard de l’Europe qui a su tirer de ses propres écueils la leçon du retour critique sur soi qu’engage l’universalité de la personne humaine.

### Controverse théorique
Pierre Nora, qui a demandé à Jean-François Colosimo de couvrir la question du « retour du religieux » pour les trente ans du Débat en 2010, consacre un dossier à son livre Aveuglements dans la même revue en 2018. Parmi les participants, Marcel Gauchet exprime son désaccord avec la thèse principale de cet ouvrage, la permanence du fait politico-religieux, qui contredit sa propre thèse sur la sécularisation comme axe de la modernité. Leurs échanges critiques se poursuivent depuis.

### Positions sur les conflits contemporains
Après avoir alerté en 1998 sur l’exode des chrétiens d’Orient, Jean-François Colosimo défend en 2014 leur cause qu’il considère universelle, tout en déplorant sa dévalorisation par la gauche ainsi que sa récupération par la droite, et lance un appel en leur faveur en 2015 avec Jacques Julliard et Jean d’Ormesson. En 1999, il regrette la longue passivité des puissances de l’Alliance atlantique à l’égard de Slobodan Milosevic, leur soutien défaillant à l’opposition serbe, l’absence de mandat international à leur opération militaire et revient, en 2015, sur l’échec de l’Union européenne à stabiliser le Kosovo. En 2001, dix jours après les attentats du 11 septembre, il prévient que la tentation prévisible d’une croisade américaine en riposte au djihad islamique serait catastrophique pour l’ordre mondial, critique qu’il poursuit jusqu’en 2021 et le départ des États-Unis d’Afghanistan. En 2009, il prend parti pour les manifestants qui veulent renverser le régime des mollahs à Téhéran[réf. nécessaire]. Militant depuis 1988 pour la reconnaissance du génocide des Arméniens, particulièrement lors du centenaire de 2015, dénonçant le « laboratoire belliciste du régime Erdogan », il prend la défense de l’Artsakh (Haut-Karabagh) lors de l’offensive turco-azérie de 2020. Dès l’invasion de l’Ukraine le 24 février 2022, Jean-François Colosimo condamne le système Poutine comme criminel, le stigmatise comme post-totalitaire et appelle à sa liquidation comme condition d’une paix durable tout en étant le premier commentateur en France à révéler la complicité active du patriarche de Moscou Cyrille dans ce conflit et à demander sa destitution ainsi que sa traduction devant un tribunal international.

### Vie personnelle
Époux d'une Russe, il a eu deux filles avec elle : Anastasia Colosimo (conseillère stratégie et communication internationale à l’Élysée) et Thaïssia Colosimo (étudiante en master de relations internationales à l’ESSEC). Il a aussi adopté les deux enfants de sa femme issus de son premier mariage avec un dénommé Dorman.

## Distinctions
En 2000, Jean-François Colosimo est lauréat du prix SACEM du meilleur documentaire musical de création pour Le Silence des Anges et, en 2010, de la Nuit du Livre dans le domaine Références pour sa direction de la Bible de Jérusalem illustrée. En 2015, il reçoit le prix des Droits de l’Homme pour Les hommes en trop : la malédiction des chrétiens d'Orient et, en 2018, pour Aveuglements, le prix « Essai » des Écrivains du Sud dont il devient membre du jury l’année suivante. 
- Chevalier de la Légion d'honneur en 2008 sur le contingent du ministère des Universités et de la Recherche[103].

## Publications
- Le Jour de la Colère de Dieu, roman, JC Lattès, 2000
- Le Silence des Anges, récit, Desclée de Brouwer, 2002
- Dieu est américain : De la théodémocratie aux États-Unis (essai), Fayard, 2006, 221 p. (ISBN 978-2-213-62871-4)
- L'Apocalypse russe : Dieu au pays de Dostoïevski (essai), Paris, Fayard, 2008, 357 p. (ISBN 978-2-213-62928-5)
- Le Paradoxe persan : Un carnet iranien (essai), Paris, Fayard, 2009, 281 p. (ISBN 978-2-213-62915-5)
- Vingt siècles d'art, la Bible de Jérusalem illustrée, Le Cerf/Réunion des Musées nationaux (direction), 2009
- Les Hommes en trop : la malédiction des chrétiens d'Orient, Paris, Fayard, coll. « Documents, témoignages », 3 septembre 2014, 312 p. (ISBN 978-2-213-62923-0 et 2-213-62923-4, présentation en ligne)
- La France et les chrétiens d’Orient ; dernière chance, Fondapol, 2018.
- La Crise orthodoxe, Fondapol, 2018.
- Aveuglements : religions, guerres, civilisations (Prix 2018 des écrivains du sud, catégorie Essais) (essai), Paris, Éd. du Cerf, février 2018, 544 p. (ISBN 978-2-204-11098-3, présentation en ligne)
- La Religion française (essai), Paris, Éd. du Cerf, 2019, 393 p. (ISBN 978-2-204-13202-2, présentation en ligne)
- Le Sabre et le Turban. Jusqu'où ira la Turquie ?, Éd. du Cerf, 2020,  (ISBN 978-2-204-14344-8)
- République ou barbarie, avec Régis Debray et Didier Leschi, Le Cerf, 2021, 160 p.
- La Crucifixion de l'Ukraine : Mille ans de guerres de religions en Europe (essai), Paris, Albin Michel, 2022, 288 p. (ISBN 978-2226476609)
- Occident : ennemi mondial n°1, Albin Michel, 2024

## Filmographie
- 1999 : Le Silence des Anges, 90 min, Artline, Arte.
- 2000 : Les Cités de Dieu, Washington, Rome, Moscou, Jérusalem, 4 × 52 min, Artline, France 3.
- 2003 : Le Temps des Juges, 2 × 52 min, Artline, France 3.
- 2006 : Trois Chrétiens face à l’histoire, 52 min, CFRT, France 2.
- 2009 : Iran, une puissance dévoilée, 1908-2008, Artline, Arte.
- 2011 : Adieux Camarades, Artline-Arte.
- 2019 : Turquie, nation impossible, Artline-Arte.